# 堤不夹贵
堤不夾貴（日语：／ Tsutsumi Fusaki；1890年3月3日—1959年7月29日）是一位日本陸軍中將。
堤不夾貴出生於山梨縣甲府市，1922年畢業於陸軍士官學校。1931年9月，他以第10師團參謀長的身份參加九一八事變，之後留在滿洲，至1934年3月回到日本。
1943年10月，堤不夾貴被派往千島群島，擔任千島駐屯軍指揮官。1944年4月，他組建了第91師團，出任師團長。蘇聯對千島群島發起進攻時，他在千島群島北部組織防禦，在占守島戰役中戰敗，於1945年8月23日簽署投降文書，率軍投降蘇聯。